# Heterocypha vitrinella
Heterocypha vitrinella är en trollsländeart som först beskrevs av Fraser 1935.  Heterocypha vitrinella ingår i släktet Heterocypha och familjen Chlorocyphidae. Inga underarter finns listade i Catalogue of Life.